# Aaptosyax grypus
Aaptosyax grypus es una especie de peces de la familia de los Cyprinidae en el orden de los Cypriniformes.

## Morfología
Los machos pueden llegar a alcanzar los 130 cm de longitud total y los 30 kg de peso.

## Reproducción
Es ovíparo.

## Distribución geográfica
Se encuentra en el río Mekong.

## Observaciones
Es inofensivo para los humanos. 